# Epiklisis
Epiklisis is een vliegengeslacht uit de familie van de roofvliegen (Asilidae).

## Soorten
- E. pilitarsis Becker, 1925